# カルテット! 人生のオペラハウス
『カルテット! 人生のオペラハウス』（カルテット じんせいのオペラハウス、Quartet）は、2012年のイギリスのコメディ・ドラマ映画である。ダニエル・シュミット監督のドキュメンタリー映画『トスカの接吻』（1984年）を原案としたロナルド・ハーウッドの舞台『想い出のカルテット 〜もう一度唄わせて〜』が原作であり、ハーウッド自身が脚色し、ダスティン・ホフマンが監督した。ホフマンにとっては監督デビュー作となる。出演はマギー・スミス、トム・コートネイ、ビリー・コノリー、ポーリーン・コリンズらである。ジュゼッペ・ヴェルディの「音楽家のための憩いの家」（英語“Casa di Riposo per Musicisti”）をモデルにしている。

## ストーリー
引退した音楽家たちが身を寄せるビーチャム・ハウス（Beecham House）は資金難のため存続の危機にある。若者に対する音楽の普及に心血を注ぐレジー、ボケが始まったシシー（「弱虫」の意味もある）、ホームでも女性を追い回しているウィルフに衝撃が走る。プリマドンナだったジーンが入居してきたのだ。かつてイギリス史上最高と謳われたカルテットを組んでいたが、野心とエゴで皆を傷つけ、別れたままだった。特に9時間だけジーンと結婚していたレジーは彼女の本性を知らないと責任者に詰め寄る。ジーンはレジーに何度も謝罪をする。
それでも、ホームを救うためにヴェルディの生誕記念ガラコンサートで『リゴレット』のカルテット（四重唱）「美しき愛らしい娘よ」（Bella figlia dell’amore）を歌おうと考えて食事に誘うが、ジーンは人前で歌えない状態で激怒。しかし、「老年は弱虫では生きられない」という皆の説得に応じる。
ガラコンが始まり、『椿姫』から「乾杯の歌」、『トスカ』から「歌に生き、愛に生き」、『ミカド』から「学校帰りの三人娘」などが歌われる。レジーは離婚の原因となったジーンの浮気の話を盗み聞きして「違う」という。シシーがボケて帰ろうとするのをジーンがうまく説得。舞台の袖でジーンがウィルフに「倒れたら寄りかかるかも」というと「レジーにしろ、君のことを今も好きだ」という。そして、歌う前にレジーが「結婚しよう」という。

## キャスト
※括弧内は日本語吹替
- ジーン・ホートン - マギー・スミス（藤波京子）
- レジナルド・“レジー”・パジェット - トム・コートネイ（佐々木敏）
- ウィルフレッド・“ウィルフ”・ボンド - ビリー・コノリー（小島敏彦）
- セシリー・“シシー”・ロブソン - ポーリーン・コリンズ（竹口安芸子）
- セドリック（シィドリック）・リビングストン - マイケル・ガンボン（村松康雄）
- ルーシー・コーガン先生 - シェリダン・スミス（英語版）
- ボビー・スワンソン - アンドリュー・サックス（英語版）
- アン・ラングレー - グウィネス・ジョーンズ

## スタッフ
- 監督：ダスティン・ホフマン
- 脚本：ロナルド・ハーウッド
- 原作：ロナルド・ハーウッド 『想い出のカルテット 〜もう一度唄わせて〜』
- 製作：フィノラ・ドワイヤー、スチュアート・マッキントン
- 製作総指揮：ダリオ・ズーター、マルク・シュミットハイニー、クリストフ・ダニエル
- 撮影監督：ジョン・デ・ボーマン
- プロダクションデザイナー：アンドリュー・マッカルパイン
- 編集：バーニー・ピリング
- 衣裳デザイン：オディール・ディックス＝ミロー
- 音楽：ダリオ・マリアネッリ
- 日本語字幕：栗原とみ子
- 字幕監修：前島秀国
- 吹替翻訳：小島さやか

## 公開
2012年9月9日に第37回トロント国際映画祭でプレミア上映された。

### 批評家の反応
2013年9月27日時点でRotten Tomatoesでは122件のレビューで支持率は80%、平均点は6.6/10となっている。また、Metacriticでは、36件のレビューで平均点は64/100となっている。